# Uncle Tom's Cabin (1918)
Uncle Tom's Cabin é um filme de drama mudo norte-americano de 1918, escrito e dirigido por J. Searle Dawley, baseado no romance Uncle Tom's Cabin, de Harriet Beecher Stowe, publicado em 1852, e na peça homônima de George Aiken. É um filme perdido.